# Herman Lethmaet
Herman Lethmaet (Gouda, 1492 – Utrecht, 6 december 1555) was een Hollandse theoloog en geestelijke in de Rooms-Katholieke Kerk. Hij was hoogleraar aan de Universiteit van Parijs, deken van het kapittel van Sint Marie in Utrecht en vicaris-generaal van de bisschop van Utrecht. Hij schreef diverse werken over kerkhervorming en andere religieuze zaken waaruit een grote affiniteit met het werk van Desiderius Erasmus blijkt. Op latere leeftijd assisteerde hij de kerkmeesters van de Goudse Sint-Janskerk bij de herbouw van de stadskerk.

## Biografie

### Opleiding
Herman Lethmaet werd geboren in 1492 in Gouda; een exacte geboortedatum is niet bekend. De familie Lethmaet kwam oorspronkelijk uit Westfalen en is in de eerste helft van de vijftiende eeuw in Gouda komen wonen. Herman Lethmaets vader heette Hugo, maar verder is over zijn jeugd weinig bekend.
Lethmaet kreeg zijn eerste onderwijs waarschijnlijk in Gouda. Daarna kon hij dankzij een beurs al op jonge leeftijd in Duitsland en aan de Universiteit van Parijs studeren. Ruim vijftien jaar studeerde en doceerde hij in de Franse hoofdstad theologie, waarna hij op 16 februari 1520 met de hoogste lof zijn doctoraat behaalde. In Gouda kreeg Lethmaet een officieel ontvangst, inclusief feestmaal en eerste misviering, en ook besloot de stad om hem een lijfrente van twee pond per jaar toe te kennen opdat de geleerde ‘meester Herman doctoor’ de stad zou adviseren.
In de vroege herfst van 1521 bezocht Lethmaet zijn stadgenoot Desiderius Erasmus, die een aantal maanden doorbracht in het buitenhuis van Pieter Wijchmans bij Anderlecht. Het bezoek leverde Lethmaet aanbevelingsbrieven op van de beroemde theoloog; Erasmus schreef een lovende brief aan Nicolaas Everaerts, destijds president van het Hof van Holland, met het verzoek om Lethmaet aan te bevelen bij zijn hooggeplaatste kennissen in het gewest. Ook bracht Erasmus Lethmaet in contact met paus Adrianus VI.
Lethmaet hield na zijn bezoek contact met Erasmus. In 1523 ontving hij een brief van Erasmus met instructies voor correct gedrag aan het pauselijk hof. Lethmaet reisde naar Rome, maar maakte eerst een omweg door met Johannes de Carondelet, aartsbisschop van Palermo, naar de Siciliaanse stad te gaan. De Nederlandse paus Adrianus maakte Lethmaet kanunnik in het kapittel van Sint Marie in Utrecht, waar Lethmaet zich in 1523 vestigde.In 1527 werd Lethmaet in het testament van Erasmus genoemd als "een van degenen aan wie na zijn dood een exemplaar van al zijn boeken moet worden bezorgd".

### Utrecht
In het najaar van 1530 trad Henrich Soudenbalch, deken van het kapittel van Sint Marie, af. Lethmaet werd in oktober van dat jaar gekozen tot zijn opvolger. In 1535 volgde een benoeming tot vicaris-generaal van het bisdom. Als vicaris-generaal in spiritualibus was Lethmaet de belangrijkste assistent van de bisschop van Utrecht.
In Utrecht schreef Lethmaet tientallen werken, waarvan De instauranda religione (Over de vernieuwing van de religie) uit 1544 het belangrijkste is. Dat Lethmaet het werk in Bazel liet publiceren wekte de argwaan van de censors in Leuven. De Zwitserse stad stond erom bekend ruimte te bieden aan controversiële publicaties. Lethmaet’s ideeën over geloofsbeleving vertonen duidelijke overeenkomsten met het werk van Erasmus: hij hecht sterk aan het zelfstandig lezen van de Bijbel. Lethmaet benadrukt echter ook het belang van de traditionele Rooms-katholieke kerkelijke structuren.
In 1551 vroeg Antoine Perrenot de Granvelle, bisschop van Atrecht, aan Viglius van Aytta om een lijst met kandidaten voor de Nederlandse delegatie voor het Concilie van Trente te bestuderen. Lethmaet was een van de kandidaten, maar Van Aytta merkte op dat de Gouwenaar als ‘opvliegend’ bekend stond. Deelname aan het concilie zat er voor Lethmaet niet in.

### Inquisiteur in Friesland
Letmaeth was tevens inquisiteur van de inquisitie in de Nederlanden. Hij werd in 1554 met Franciscus Sonnius naar Friesland gezonden met het doel het anabaptisme in Friesland uit te roeien. Nog dezelfde maand komen zij tot de conclusie dat dit een onmogelijke opdracht is, aangezien zij geconstateerd hebben dat er veel te veel dopers daarvoor zijn. Volledig in strijd met het gestelde in het plakkaat van 1550 maken zij bekend dat er gratie verleend kan worden als er beloofd wordt enkele verplichtingen na te komen die de dopers dan bindt aan de kerk. Dat leverde negentig personen op die al geruime tijd met het anabaptisme hadden gebroken en dit wel een goede gelegenheid vonden zich met de kerk te verzoenen. Andere dopers meldden zich niet. Daarop organiseerden de inquisiteurs een jacht op dopers. Dat leverde elf personen op waarvan er drie werden terechtgesteld. In oktober van dat jaar vertrokken beiden weer. Deze gebeurtenis is illustratief voor de wijze waarop ook inquisiteurs de wetgeving in deze fase van oplopende spanningen niet uitvoerden. 

### Goudse Glazen

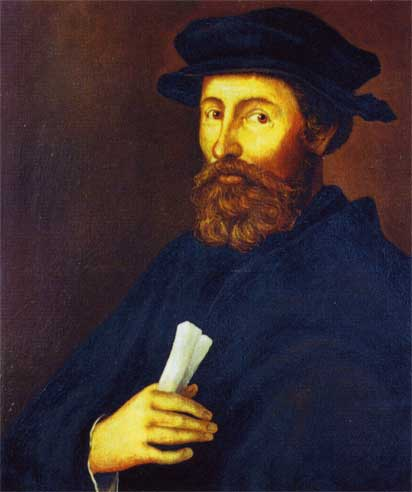
Herman Lethmaet assisteerde glazenier Dirck Crabeth tijdens de eerste fase van de beglazing van de Sint-Janskerk in Gouda (Portret van Dirk Crabeth, begin zeventiende eeuw geschilderd door een onbekend kunstenaar.)

In januari 1552 werd de Sint-Janskerk in Lethmaet’s geboorteplaats Gouda door bliksem getroffen. Door de brand die uitbrak werd de kerk vrijwel volledig verwoest en gingen alle gebrandschilderde glazen verloren. De magistraat van Gouda nam samen met de kerkmeesters van de Sint-Jan het initiatief voor de herbouw van de kerk. Een aantal van hen, waaronder burgemeester Gijsbert Jan Martenszoon en glazenier Dirck Crabeth, bracht in oktober 1553 een zesdaags bezoek aan Utrecht om met Herman Lethmaet te spreken over het project. Lethmaet toonde zich bereid een glas te schenken (financieren), en ook bracht hij de Gouwenaars in contact met andere vooraanstaande geestelijken die eveneens besloten om glazen te schenken - waaronder bisschop George van Egmont.
Diverse historici hebben Lethmaet een rol toegeschreven in het ontwerp van het iconografische programma voor de Goudse Glazen. Professor Xander van Eck schreef in 2006 dat ‘de “filosofie van Christus” van Erasmus ongetwijfeld aan de basis stond van het programma’. Lethmaet’s relatie met Viglius van Aytta - evenals Lethmaet een bekende van Erasmus - heeft mogelijk ook een rol gespeeld in de schenking van het ‘Koningsglas’ door Filips II. Van Viglius is bekend dat hij in het bezit was van een ontwerpschets van een van de Goudse Glazen.
Het bezoek van de Gouwenaars aan Utrecht had ook een tweede doel: Lethmaet had aangegeven dat in Utrecht glazen werden opgeslagen die om diverse redenen uit kloosters en kerken waren verwijderd en dat deze gebruikt konden worden voor de beglazing van de Sint-Janskerk. Dirck Crabeth selecteerde een aantal van de glazen en nadat alle officiële zaken voor de overdracht waren geregeld konden de glazen in november 1653 naar Gouda worden gebracht.
In december 1555 overleed Lethmaet plotseling. Hij werd begraven in de Utrechtse Mariakerk op een plaats tegenover het koor. In zijn testament was een bedrag gereserveerd voor de financiering van een gebrandschilderd raam in de Sint-Janskerk. In totaal betaalden de nabestaanden 122 gulden aan de Goudse kerk. Het raam werd ontworpen door Lambert van Noort, gemaakt door de glazeniers Digman Meynaert en diens neef Hans Scrivers en in 1562 geplaatst in de kooromgang van de kerk (Glas 11). Het raam toont de geboorte en naamgeving van Johannes de Doper (Lucas 1:57-64). Op de zogeheten ‘schenkersrand’ staat Lethmaet aan de linkerzijde knielend afgebeeld. Vier anderen, mogelijk zijn erfgenamen, staan aan de rechterzijde. In het midden zitten Maria met kind en Johannes de Doper met het Lam Gods.

## Varia
- In Herman Lethmaet’s geboorteplaats Gouda is in 1903 een straat naar hem vernoemd; de Lethmaetstraat.
- Koster Maurits Tompot (Sint Janskerk, Gouda) schreef met Ines van Bokhoven de roman Het geheim van Erasmus (2006). Herman Lethmaet speelt een belangrijke rol in het verhaal: hij brengt glazenier Dirck Crabeth op het spoor van het fictieve Corpus Vitrearum (Glazen Lichaam), een door Erasmus ontworpen beglazingsprogramma.[22]

## Verantwoording
- Biografisch Portaal: 82157973
- Digitale Bibliotheek voor de Nederlandse Letteren: leth002
- Library of Congress Control Number: no2019033976
- Système universitaire de documentation: 190828323
- Virtual International Authority File: 89176625